# Сан-Мигель-де-Тукуман
Сан-Миге́ль-де-Тукума́н (исп. San Miguel de Tucumán), обычно сокращается до Тукума́н (исп. Tucumán) — столица провинции Тукуман и крупнейший город северной Аргентины с населением 813 866 (2022 г.) и населением агломерации 1 059 327 человек, что делает её пятой по населению в стране.

## История
Город под названием Иватин (исп. Ibatín) был основан в 1565 г. и был перемещён на современное место в 1685 г.
В 1687 г. покровительницей Тукумана была названа Дева Ла Мерсэд.
24 сентября 1812 г. возле города Тукумана состоялась битва, победа в которой войск Мануэля Бельграно стала решающей в борьбе за независимость Аргентины. В тот же день в местной церкви Дева Мария Ла Мерсэд была названа покровительницей аргентинского войска.
9 августа 1816 г. в Тукумане собрался Конгресс, который объявил Декларацию независимости Аргентины от Испании и других стран. С этой даты начинается отсчет существования современной Аргентины.
В 1870 г. в Тукуман была проведена железная дорога.
В конце XIX столетия в город начали массово прибывать иммигранты из Испании, Италии, арабских стран, евреи, благодаря чему на смену колониальной архитектуры города пришли постройки неоклассицизма и эклектики.
В 1990-х г. в городе был разбит большой парк площадью 400 га. 18 мая 1912 г. в Тукумане был открыт театр. До 1930 г. население Тукумана выросло в 2,5 раза. За последующие сорок лет население города вновь удвоилось.
В 2000 г. правительство Аргентины присвоило Тукуману статус исторического города из-за его важной роли в истории государства.

## Климат
Климат города субтропический. Зимы тёплые. Снежные осадки редки — за всю историю страны от основания города снег выпадал только три раза: 1920 г., 9 июля 2007 г. и в июле 2010 г. Лето жаркое, но из-за высоты (город находится у подножия Пампинской сьерры), реки Рио-Дульсе и частых ветров с Патагонии температуры довольно умеренные. Весна и осень тёплые со средней температурой 25 Cº и преобладающими ветрами с юга.
Наибольшее количество дождей бывает летом. Среднее годовое количество осадков 800—1000 мм. Абсолютный максимум температур за период наблюдения с 1961—1990 гг. 42,1 °C, абсолютный минимум — 3 °C
| Показатель                    | Янв.  | Фев.  | Март  | Апр. | Май  | Июнь | Июль | Авг. | Сен. | Окт. | Нояб. | Дек.  | Год   |
| ----------------------------- | ----- | ----- | ----- | ---- | ---- | ---- | ---- | ---- | ---- | ---- | ----- | ----- | ----- |
| Средний суточный максимум, °C | 31,3  | 30,2  | 27,7  | 24,4 | 21,2 | 18,2 | 19,1 | 22,5 | 24,5 | 29,0 | 29,6  | 30,6  | 25,7  |
| Средняя температура, °C       | 25,3  | 24,2  | 22,2  | 19,1 | 15,5 | 12,2 | 12,1 | 14,7 | 17,1 | 21,6 | 23,2  | 24,9  | 19,3  |
| Средний суточный минимум, °C  | 20,2  | 19,2  | 18,0  | 15,1 | 11,0 | 7,6  | 6,8  | 8,6  | 10,6 | 15,1 | 17,5  | 19,4  | 14,1  |
| Норма осадков, мм             | 196,2 | 158,1 | 161,0 | 67,2 | 14,7 | 14,0 | 11,4 | 12,4 | 13,3 | 47,8 | 69,8  | 200,4 | 966,3 |
| Источник:                     |       |       |       |      |      |      |      |      |      |      |       |       |       |

## Образование
В Тукумане находится большое количество учебных заведений всех уровней. Среди ВУЗов города:
- Национальный университет Тукумана (исп. Universidad Nacional de Tucumán) — четвёртый древнейший университет Аргентины (основан в 1914 г.) и один из самых престижных. Насчитывает 60 514 студентов, 13 факультетов и 9 колледжей. В этом университете учились: архитектор Сесар Пелли и президент Гватемалы Хуан Хосе Аревало.
- Региональное отделение государственного Национального технологического университета.
- Университет Святого Павла - Тукуман[исп.].
- Северный университет Томы Аквинского (исп. Universidad del Norte Santo Tomás de Aquino) — частное религиозное заведение.

## Транспорт
Город имеет такие пути сообщения:
- Международный аэропорт Бенхамин Матьенсо.
- Железнодорожный вокзал Бартоломео Митре.
- Автопути

Городской транспорт представлен автобусами и такси.

## Туризм
Город имеет длинную историю и интересную архитектуру, благодаря чему привлекает множество туристов.
Одной из наиболее узнаваемых достопримечательностей города Дом Правительства, построенный в конце XIX ст. в стиле модернизм.
В центре города находится много религиозных сооружений, в частности:
- Кафедральный собор — постройка XIX ст. в колониальном стиле.
- Церковь Святого Франциска.
- Церковь Сан — Роке.
- Базилика Святого Причастия (исп. Basílica del Santisimo Sacramento)
- Базилика Богоматери Ла Мерсед (исп. Basílica de Nuestra Señora de La Merced)
- Церковь Девы Марии Лурдес (исп. Iglesia Nuestra Señora de Lourdes) в неоготическом стиле.

- Церковь Девы Ла Мерсэд
- Кафедральный собор
- Церковь Св. Франциска

Историческим памятником является Дом Независимости (исп. Casa de la Independencia), где была провозглашена независимость Аргентины 9 июля 1816 г. Другими историческими местами является дом, где родился Авельянеда Николас, поле битвы при Тукумане и много других.
В Тукумане находится несколько театров и кинотеатров, самым известным является Театр Сан-Мартин — здание конца XIX ст. в стиле неоклассицизма.
В городе находятся такие музеи:
- Археологический музей
- Дом культуры «Скульптура Лолы Мора»
- Провинциальный музей Изобразительный искусств Тимотео Наварро
- Музей фольклора[3]
- Музей религиозного искусства[4]
- Муниципальный музей Хуан Карлос Ирамайн (исп. Museo Municipal Juan Carlos Iramain)

Среди парков города следует отметить Парк 9 июля, который находится на востоке Тукумана, площадью 400 га. Парк выполнен во французском стиле и украшен копиями классических скульптур Прекрасной эпохи.

## Известные личности
В Тукумане родились такие известные люди:
- Игнасио Баз — художник-портретист.
- Франко Фаджоли — певец, контратенор. Специализируется в оперном и камерном репертуаре эпохи барокко, с успехом исполняет музыку композиторов XX века для контратенора.
- Сесар Пелли — архитектор;
- Мерседес Соса — певица;
- Хуан Баутиста Альберди — автор Конституции Аргентины;
- Хулио Рока — президент Аргентины в 1898—1904 гг.;
- Томас Мартинес — писатель и журналист;
- Лола Мора — известный аргентинский скульптор;
- Марга Лопес — актриса.

## Города-побратимы
У Сан-Мигель-де-Тукумана есть следующие города-побратимы:
- Германия, Эрфурт (1993, 2018)
- Чили, Консепсьон (2013)
- Боливия, Сукре (2012)
- Боливия, Санта-Крус-де-ла-Сьерра (1997)
- Германия, Леверкузен
- Австрия, Клагенфурт
- Румыния, Алба-Юлия
- Сербия, Кикинда
- Франция, Сент-Этьен
- Венгрия, Дьёр
- Великобритания, Ковентри, с 1955
- Канада, Гранби (Квебек), с 1960
- Германия, Вупперталь, с 1960
- Канада, Виндзор (Онтарио), с 1963
- Германия, Гельтендорф, с 1966
- Мадагаскар, Туамасина, с 1967
- Израиль, Назарет-Иллит (1995)
- Алжир, Аннаба, с 1981
- Китай, Сюйчжоу, с 1984
- США, Де-Мойн, с 1984
- Греция, Патры, с 1990
- Тунис, Бэн-Ароус, с 1994
- Польша, Катовице, с 1994
- Португалия, Оейраш, с 1995
- Швеция, Бурленге, с 4 марта 2009.
- Колумбия, Сан-Хуан-де-Пасто, с 2010
- Россия, Бийск, с 1995